# Julian Groblicki
Julian Jan Groblicki (ur. 14 grudnia 1908 w Bieżanowie, zm. 4 maja 1995 w Zakopanem) – polski duchowny rzymskokatolicki, doktor nauk teologicznych, biskup pomocniczy krakowski w latach 1960–1992, od 1992 biskup pomocniczy senior archidiecezji krakowskiej.

## Życiorys
Urodził się 14 grudnia 1908 w Bieżanowie. Kształcił się w krakowskich gimnazjach, najpierw św. Jacka, następnie św. Anny, gdzie w 1928 złożył egzamin dojrzałości. W latach 1928–1933 zdobywał formację kapłańską w Arcybiskupim Wyższym Seminarium Duchownym w Krakowie. Równolegle odbył studia filozoficzno-teologiczne na Wydziale Teologicznym Uniwersytetu Jagiellońskiego, które ukończył z absolutorium. Święceń prezbiteratu udzielił mu 9 kwietnia 1933 w archikatedrze św. Stanisława i św. Wacława na Wawelu arcybiskup metropolita krakowski Adam Stefan Sapieha. W latach 1934–1936 studiował na Papieskim Uniwersytecie Świętego Tomasza z Akwinu w Rzymie, gdzie na podstawie dysertacji O wiedzy Boga o rzeczach przyszłych według św. Tomasza z Akwinu uzyskał doktorat z nauk teologicznych, który w 1937 nostryfikował na Wydziale Teologicznym Uniwersytetu Jagiellońskiego jako magisterium z teologii dogmatycznej.
W latach 1933–1934 pracował jako wikariusz w parafii Przenajświętszej Trójcy w Czarnym Dunajcu, a w latach 1938–1939 w parafii św. Szczepana w Krakowie. W latach 1936–1945 był kapelanem i osobistym sekretarzem arcybiskupa Adama Stefana Sapiehy. Podczas okupacji nauczał na tajnym Wydziale Teologicznym Uniwersytetu Jagiellońskiego. Od 1947 prowadził wykłady z homiletyki, a od 1953 także z teologii pastoralnej w krakowskim wyższym seminarium duchownym. Od 1945 był penitencjarzem w parafii Wniebowzięcia Najświętszej Maryi Panny w Krakowie W latach 1947–1960 występował w sądzie metropolitalnym jako obrońca węzła małżeńskiego. Był także cenzorem kościelnym, egzaminatorem do jurysdykcji i przewodniczącym komisji egzaminacyjnej dla organistów.
25 maja 1960 został mianowany biskupem pomocniczym archidiecezji krakowskiej ze stolicą tytularną Philadelphia in Arabia. Święcenia biskupie otrzymał 18 września 1960 w bazylice archikatedralnej św. Stanisława i św. Wacława na Wawelu. Konsekrował go Eugeniusz Baziak. arcybiskup metropolita lwowski i administrator apostolski archidiecezji krakowskiej, w asyście Franciszka Bardy, biskupa diecezjalnego przemyskiego, i Karola Wojtyły, biskupa pomocniczego krakowskiego. Jako dewizę biskupią przyjął słowa „Ministrare” (Służyć). W latach 1962–1992 piastował urząd wikariusza generalnego archidiecezji. W kurii metropolitalnej był przewodniczącym Komisji Liturgicznej, należał do kolegium konsultorów i rady kapłańskiej. W krakowskiej kapitule archikatedralnej pełnił funkcje scholastyka (od 1964), archidiakona (od 1977) i dziekana (od 1982). W latach 1978–1979, po wyborze kardynała Karola Wojtyły na papieża administrował archidiecezją jako wikariusz kapitulny. 1 lutego 1992 Jan Paweł II przyjął jego rezygnację z obowiązków biskupa pomocniczego krakowskiego.
W Episkopacie Polski pełnił funkcje wiceprzewodniczącego Komisji ds. Duszpasterstwa Charytatywnego i przewodniczącego Podkomisji ds. „Księżówki” w Zakopanem. W latach 1964 i 1965 uczestniczył w III i IV sesji soboru watykańskiego II. Był współkonsekratorem podczas sakr biskupów pomocniczych krakowskich: Jana Pietraszki (1963) i Albina Małysiaka (1970), arcybiskupa metropolity krakowskiego Franciszka Macharskiego (1979) oraz biskupa diecezjalnego częstochowskiego Stanisława Nowaka (1984).
Zmarł 4 maja 1995 w Zakopanem. 7 maja 1995 został pochowany w rodzinnym grobowcu na cmentarzu parafialnym w Krakowie-Bieżanowie.